# Voinești (Iași)
Voinești è un comune della Romania di 6 907 abitanti, ubicato nel distretto di Iași, nella regione storica della Moldavia.
Il comune è formato dall'unione di 5 villaggi: Lungani, Schitu Stavnic, Slobozia, Vocotești, Voinești.